# Adam Pine
Adam Pine (né le 28 février 1976 à Lismore) est un nageur australien, spécialiste des épreuves de papillon. Il est médaillé d'or au relais 4 x 100 m nage libre et d'argent au 4 x 100 m quatre nages aux Jeux olympiques d'été de 2000 et médaillé d'argent 4 x 100 m quatre nages Jeux olympiques d'été de 2008 à chaque fois en participant aux séries uniquement. En 2008, il remporte le titre au 50 m papillon et la médaille d'argent sur le 200 m papillon aux Championnats du monde en petit bassin.

## Palmarès

### Jeux olympiques
- Jeux olympiques de 2000 à Sydney ( Australie) :
  -  Médaille d'or au titre du relais 4 × 100 m nage libre[1].
  -  Médaille de bronze au titre du relais 4 × 100 m quatre nages[1].
- Jeux olympiques de 2008 à Pékin ( Chine) :
  -  Médaille de bronze au titre du relais 4 × 100 m quatre nages[1].

### Championnats du monde

#### Grand bassin
- Championnats du monde 1998 à Perth ( Australie) :
  -  Médaille d'argent au relais 4 × 100 m nage libre.
- Championnats du monde 2001 à Fukuoka ( Japon) :
  -  Médaille d'or au relais 4 × 100 m nage libre[1].

#### Petit bassin
- Championnats du monde 2002 à Moscou ( Russie) 
  -  Médaille d'argent du 50 m papillon.
  -  Médaille d'argent du 100 m papillon.
  -  Médaille d'argent au relais 4 × 100 m quatre nages.
- Championnats du monde 2006 à Shanghai ( Chine) 
  -  Médaille d'or au relais 4 × 100 m quatre nages.
- Championnats du monde 2008 à Manchester ( Royaume-Uni) 
  -  Médaille d'or du 50 m papillon.
  -  Médaille d'argent du 100 m papillon.

### Championnats pan-pacifiques
- Championnats pan-pacifiques 1995 à Atlanta ( États-Unis)
  -  Médaille de bronze du 100 m papillon.

### Jeux du Cmmonwealth
- Jeux du Commonwealth de 1994 à Victoria ( Canada)
  -  Médaille de bronze du 100 m papillon.
- Jeux du Commonwealth de 1998 à Kuala Lumpur ( Malaisie)
  -  Médaille d'or au relais 4 × 100 m nage libre[1]
  -  Médaille d'argent du 100 m papillon.
- Jeux du Commonwealth de 2002 à Manchester ( Angleterre)
  -  Médaille d'or au relais 4 × 100 m nage libre[1]
  -  Médaille de bronze du 100 m papillon.
- Jeux du Commonwealth de 2002 à Melbourne ( Australie)
  -  Médaille d'or au relais 4 × 100 m nage libre[1]